# AAA TOUR 2013 Eighth Wonder
『AAA TOUR 2013 Eighth Wonder』（トリプルエー・ツアー・2013 エイス・ワンダー）は、日本の音楽グループ・AAAが2014年1月22日にリリースした15作目の映像作品。

## 概要
- 2013年9月22日にさいたまスーパーアリーナで行われたツアーライブ「AAA TOUR 2013 Eighth Wonder」の映像である。
- 初回生産限定盤は約40ページからなるライブ写真とバックステージ写真を収めたブックレットが同梱されたスペシャルBOX仕様となっている[1]。
- オリコンDVD週間総合チャート、音楽チャート第1位。

## 収録映像曲

### DISC 1
1. Eighth Wonder
初映像化。
2. Sorry, I...
「AAA TOUR 2012 -777- TRIPLE SEVEN」以来の映像化。
3. Still Love You
「AAA TOUR 2012 -777- TRIPLE SEVEN」以来の映像化。
4. Memory Lane
初映像化。
5. Miss you
初映像化。
6. I KNOW,YOU KNOW
初映像化。
7. TRAP
初映像化。
8. CALL
「AAA TOUR 2012 -777- TRIPLE SEVEN」以来の映像化。
9. One Night Animal
「AAA TOUR 2012 -777- TRIPLE SEVEN」以来の映像化。
10. Jamboree!!
「AAA TOUR 2012 -777- TRIPLE SEVEN」以来の映像化。
11. 恋音と雨空
初映像化。
12. Believe
初映像化。
13. drama
初映像化。
14. good day
初映像化。
15. 777 〜We can sing a song!〜
「AAA TOUR 2012 -777- TRIPLE SEVEN」以来の映像化。
16. Love Is In The Air
初映像化。
17. PARTY IT UP
初映像化。
18. ALIVE (ENCORE)
初映像化。
19. ほほえみの咲く場所 (ENCORE)
初映像化。
20. Winter lander!! (ENCORE)
「AAA TOUR 2012 -777- TRIPLE SEVEN」以来の映像化。
21. ハリケーン・リリ、ボストン・マリ (ENCORE)
「AAA TOUR 2012 -777- TRIPLE SEVEN」以来の映像化。
22. 虹 (ENCORE)
初映像化。

### DISC 2
特典映像1
1. バックステージ・メイキング映像

特典映像2
1. MC集①
2. MC集②

特典映像3
1. Happy Birthday AAA (2013.9.14 in 大阪城ホール)